# Didymascella thujina
Didymascella thujina är en svampart som först beskrevs av E.J. Durand, och fick sitt nu gällande namn av René Charles Maire 1927. Didymascella thujina ingår i släktet Didymascella och familjen Hemiphacidiaceae.   Inga underarter finns listade i Catalogue of Life.